# Európai Ifjúsági Olimpiai Fesztivál
Az Európai Ifjúsági Olimpiai Fesztivál, ismert angol rövidítése EYOF, Európa egyetlen, az olimpiai mozgalom harmadik legjelentősebb eseménye. Az Európai Olimpiai Bizottság által két évente szervezett, és a Nemzetközi Olimpiai Bizottság által támogatott, nemzetközi multisportjáték. Használhatja az Olimpiai mozgalom minden jelképét és szimbólumát: (olimpiai ötkarika, olimpiai láng stb.).

## Európai Ifjúsági Olimpiai Fesztivál
Az ifjúsági sportolók számára rendezett versenyen az EOB 48 tagállamából a nyári játékokon 9 sportágban (atlétika, kerékpározás, torna, cselgáncs, úszás, tenisz, kosárlabda, kézilabda, röplabda) 3000-3200, a téli játékokon 8 sportágban (alpesisí, biatlon, gyorskorcsolya, jégkorong, műkorcsolya, sífutás, síugrás, hódeszka) 1600-1800 ifjúsági sportoló vesz részt. Az első Európai Ifjúsági Olimpiai Fesztivált 1991-ben Brüsszelben rendezték, az első Téli Európai Ifjúsági Olimpiai Fesztiválra két évvel később Aostában került sor. A 2017-es játékokat Győr a Magyar Olimpiai Bizottsággal karöltve közösen rendezték meg. A győri EYOF-on tíz sportágban, 130 versenyszámban vetélkedtek a 14 és 18 év közötti fiatalok. Az eseményre ötven országból 2500 sportoló és 1100 kísérő érkezett. A magyar színeket 152 versenyző képviselte.
| Nyári Európai Ifjúsági Olimpiai Fesztivál | Nyári Európai Ifjúsági Olimpiai Fesztivál | Nyári Európai Ifjúsági Olimpiai Fesztivál | Nyári Európai Ifjúsági Olimpiai Fesztivál | Téli Európai Ifjúsági Olimpiai Fesztivál | Téli Európai Ifjúsági Olimpiai Fesztivál | Téli Európai Ifjúsági Olimpiai Fesztivál | Téli Európai Ifjúsági Olimpiai Fesztivál |
| Év                                        | Játék                                     | Rendező                                   | Rendező                                   | Év                                       | Játék                                    | Rendező                                  | Rendező                                  |
| Év                                        | Játék                                     | Város                                     | Ország                                    | Év                                       | Játék                                    | Város                                    | Ország                                   |
| ----------------------------------------- | ----------------------------------------- | ----------------------------------------- | ----------------------------------------- | ---------------------------------------- | ---------------------------------------- | ---------------------------------------- | ---------------------------------------- |
| 1991.                                     | I.                                        | Brüsszel                                  | Belgium                                   |                                          |                                          |                                          |                                          |
| 1993.                                     | II.                                       | Valkenswaard                              | Hollandia                                 | 1993.                                    | I.                                       | Aosta                                    | Olaszország                              |
| 1995.                                     | III.                                      | Bath                                      | Egyesült Királyság                        | 1995.                                    | II.                                      | Andorra la Vella                         | Andorra                                  |
| 1997.                                     | IV.                                       | Lisszabon                                 | Portugália                                | 1997.                                    | III.                                     | Sundsvall                                | Svédország                               |
| 1999.                                     | V.                                        | Esbjerg                                   | Dánia                                     | 1999.                                    | IV.                                      | Poprád                                   | Szlovákia                                |
| 2001.                                     | VI.                                       | Murcia                                    | Spanyolország                             | 2001.                                    | V.                                       | Vuokatti                                 | Finnország                               |
| 2003.                                     | VII.                                      | Párizs                                    | Franciaország                             | 2003.                                    | VI.                                      | Bled                                     | Szlovénia                                |
| 2005.                                     | VIII.                                     | Lignano Sabbiadoro                        | Olaszország                               | 2005.                                    | VII.                                     | Monthey                                  | Svájc                                    |
| 2007.                                     | IX.                                       | Belgrád                                   | Szerbia                                   | 2007.                                    | VIII.                                    | Jaca                                     | Spanyolország                            |
| 2009.                                     | X.                                        | Tampere                                   | Finnország                                | 2009.                                    | IX.                                      | Felső-Szilézia                           | Lengyelország                            |
| 2011.                                     | XI.                                       | Tranbzon                                  | Törökország                               | 2011.                                    | X.                                       | Liberec                                  | Csehország                               |
| 2013.                                     | XII.                                      | Utrecht                                   | Hollandia                                 | 2013.                                    | XI.                                      | Brassó                                   | Románia                                  |
| 2015.                                     | XIII.                                     | Tbiliszi                                  | Grúzia                                    | 2015.                                    | XII.                                     | Vorarlberg Vaduz                         | Ausztria · Liechtenstein                 |
| 2017.                                     | XIV.                                      | Győr                                      | Magyarország                              | 2017.                                    | XIII.                                    | Erzurum                                  | Törökország                              |
| 2019.                                     | XV.                                       | Baku                                      | Azerbajdzsán                              | 2019.                                    | XIV.                                     | Szarajevó                                | Bosznia-Hercegovina                      |
| 2022.                                     | XVI.                                      | Besztercebánya                            | Szlovákia                                 | 2022.                                    | XV.                                      | Vuokatti                                 | Finnország                               |
| 2023.                                     | XVII.                                     | Maribor                                   | Szlovénia                                 | 2023.                                    | XVI.                                     | Friuli-Venezia Giulia                    | Olaszország                              |
| 2025.                                     | XVIII.                                    | Szkopje                                   | Észak-Macedónia                           | 2025.                                    | XVII.                                    | Bakuriani                                | Grúzia                                   |
| 2027.                                     | XIX.                                      | Lignano Sabbiadoro                        | Olaszország                               | 2027.                                    | XVIII.                                   | Brassó                                   | Románia                                  |

## Magyarország részvétele
A magyar ifjúsági sportolók eddig a Nyári Európai Ifjúsági Olimpiai Fesztiválokon összesen 264 érmet szereztek és ezzel minden idők éremtáblázatán az 5. helyet foglalják el. Az éremtáblázatot Oroszország vezeti (596) majd Anglia (396) és Olaszország (383) előtt.
| Nyári Európai Ifjúsági Olimpiai Fesztivál | Arany | Ezüst | Bronz | Összesen | Helyezés az éremtáblázaton |
| 1991, Brüsszel                            | 0     | 0     | 0     | 0        | helyezetlen                |
| 1993, Valkenswaard                        | 4     | 3     | 3     | 10       | 9. helyezett               |
| 1995, Bath                                | 2     | 3     | 5     | 10       | 11. helyezett              |
| 1997, Lisszabon                           | 2     | 1     | 0     | 3        | 16. helyezett              |
| 1999, Esbjerg                             | 6     | 3     | 2     | 11       | 4. helyezett               |
| 2001, Murcia                              | 4     | 3     | 4     | 11       | 7. helyezett               |
| 2003, Párizs                              | 14    | 8     | 8     | 30       | 2. helyezett               |
| 2005, Lignano Sabbiadoro                  | 3     | 9     | 10    | 22       | 12. helyezett              |
| 2007, Belgrád                             | 3     | 7     | 14    | 24       | 9. helyezett               |
| 2009, Tampere                             | 2     | 3     | 5     | 10       | 13. helyezett              |
| 2011, Trabzon                             | 5     | 3     | 5     | 13       | 6. helyezett               |
| 2013, Utrecht                             | 8     | 3     | 3     | 14       | 4. helyezett               |
| 2015, Tbiliszi                            | 9     | 3     | 11    | 23       | 4. helyezett               |
| 2017, Győr                                | 13    | 14    | 14    | 41       | 3. helyezett               |
| 2019, Baku                                | 0     | 9     | 12    | 21       | 28. helyezett              |
| 2022, Besztercebánya                      | 6     | 9     | 9     | 24       | 5. helyezett               |
| 2023, Maribor                             | 8     | 5     | 10    | 23       | 6. helyezett               |
| 2025, Szkopje                             |       |       |       |          |                            |
| 2027, Lignano Sabbiadoro                  |       |       |       |          |                            |
| Összesen                                  | 89    | 86    | 115   | 290      | 6. helyezett               |

A magyar ifjúsági sportolók eddig a Téli Európai Ifjúsági Olimpiai Fesztiválokon összesen 34 érmet szereztek és ezzel minden idők éremtáblázatán a 11. helyet foglalják el. Az éremtáblázatot Oroszország vezeti (213) majd Franciaország (135) és Olaszország (130) előtt.
| Téli Európai Ifjúsági Olimpiai Fesztivál | Arany | Ezüst | Bronz | Összesen | Helyezés az éremtáblázaton |
| 1993, Aosta                              | 1     | 0     | 0     | 1        | 7. helyezett               |
| 1995, Andorra                            | 1     | 2     | 2     | 5        | 5. helyezett               |
| 1997, Sundsvall                          | 0     | 0     | 0     | 0        | helyezetlen                |
| 1999, Poprád                             | 1     | 0     | 0     | 1        | 10. helyezett              |
| 2001, Vuokatti                           | 0     | 0     | 0     | 0        | helyezetlen                |
| 2003, Bled                               | 0     | 0     | 1     | 1        | 13. helyezett              |
| 2005, Monthey                            | 4     | 2     | 1     | 7        | 4. helyezett               |
| 2007, Jaca                               | 0     | 0     | 0     | 0        | helyezetlen                |
| 2009, Felső-Szilézia                     | 0     | 0     | 0     | 0        | helyezetlen                |
| 2011, Liberec                            | 0     | 0     | 0     | 0        | helyezetlen                |
| 2013, Brassó                             | 0     | 0     | 0     | 0        | helyezetlen                |
| 2015, Vorarlberg, Vaduz                  | 0     | 0     | 0     | 0        | helyezetlen                |
| 2017, Erzurum                            | 0     | 0     | 0     | 0        | helyezetlen                |
| 2019, Szarajevó                          | 3     | 0     | 3     | 6        | 5. helyezett               |
| 2022, Vuokatti                           | 1     | 4     | 0     | 5        | 9. helyezett               |
| 2023, Friuli-Venezia Giulia              | 6     | 1     | 1     | 8        | 5. helyezett               |
| 2025, Bakuriani                          |       |       |       |          |                            |
| 2027, Brassó                             |       |       |       |          |                            |
| Összesen                                 | 17    | 9     | 8     | 34       | 11. helyezett              |